# Perito judicial
El perito judicial o perito forense o perito independiente es un profesional dotado de conocimientos especializados y reconocidos, a través de sus estudios superiores, que suministra información objetiva basada en datos u opinión fundada en los mismos datos a los tribunales de justicia sobre los puntos litigiosos que son materia de su dictamen. Existen tres tipos de peritos, los nombrados judicialmente y los propuestos por una o ambas partes (y luego aceptados por el juez o el fiscal) y los peritos independientes. Los dos primeros  ejercen la misma influencia en el juicio; en la jurisdicción civil la carga de la prueba recae en la parte, es donde toma especial importancia el perito independiente como medio de prueba. El nombramiento del perito judicial o forense se realiza mediante  sorteo y la elección con base en listas aportadas por las asociaciones profesionales  a los juzgados de cada comunidad. Si previamente a la demanda o denuncia o proceso, la parte quiere aportar informe para apoyar la citada demanda, podrá contactar con un profesional del peritaje independiente, para aportar su informe como medio de prueba, en un procedimiento judicial o no judicial ante la compañía aseguradora, o un tercero. Hay varias alternativas de contratación de un perito independiente, las tres principales opciones, son: Gabinete Pericial especializado en cada materia o Asociaciones Profesionalesde de peritos. En cada uno de estos dos casos el cliente deberá contactar perito por perito para obtener una comparación de la propuesta económica de la prueba pericial. 
Los peritos judiciales e independientes son capaces de ejecutar, aplicar y utilizar todas las técnicas y recursos de una forma científica para una adecuada administración de los requerimientos de su campo laboral (recolección de pruebas, aseguramiento, preservación, manejo de la cadena de custodia necesaria para esclarecer la verdad, etc.).

## Legislación en España
En España, el perito tiene que tener certificados sus conocimientos, por lo que es necesario que aporte un título oficial o conocimientos probados de la especialidad y/o especialización propia de la materia pericial.
La Condición del perito judicial según la Ley de L.E.C. tipifica en su artículo 340.1:

1. Los peritos deberán poseer el título oficial que corresponda a la materia objeto del dictamen y a la naturaleza de éste. Si se tratare de materias que no estén comprendidas en títulos profesionales oficiales, habrán de ser nombrados entre personas entendidas en aquellas materias.

Y en la Ley de Enjuiciamiento Criminal en su artículo 457 contempla que los Peritos Judiciales pueden ser o no titulares.
"Son peritos los que tienen título oficial en la naturaleza del peritaje que requiere el juzgado".
"Cuando no hay peritos titulados, se puede nombrar a personas entendidas que careciendo de título oficial, tienen sin embargo, conocimientos o práctica especiales en alguna ciencia o arte, pero estas actuarán como personas entendidas no como peritos".
El perito suministra al juez el peritaje u opinión fundada de una persona especializada en determinadas ramas del conocimiento que el juez no está obligado a dominar, a efecto de suministrarle argumentos o razones para la formación de su convencimiento.
El peritaje podrá ser aportado en función de los meros conocimientos del perito, o bien a la aplicación de tales conocimientos en la evaluación de una determinada prueba.

## Carácter de auxilio a la actividad de los órganos judiciales
Los denominados “órganos de auxilio judicial” que, sin ser funcionarios de carrera, prestan asistencia de diferentes maneras a la labor de los juzgados y tribunales. No son funcionarios de la Administración de Justicia, pero son Auxiliares “ah hoc” nombrados por autoridad competente (Juez/Magistrado o Administración) que deben realizar una función pública de acuerdo al cargo conferido.
También son órganos de auxilio judicial el cuerpo de médicos forenses (Institutos de Medicina Legal), el Instituto Nacional de Toxicología y Ciencias Forenses, la policía judicial y otros, todos los cuales se rigen por las leyes y reglamentos especiales (art. 470 a 480, LOPJ).
Un dictamen pericial permite llevar a conocimiento del juez datos de hecho que pueden ser aprehendidos sólo o, cuando menos, de modo preponderante, por quien esté versado o formado en una determinada rama del saber, sea científica, artística, técnica, o en una concreta práctica.

## Juramento o promesa
Al emitir el dictamen es común que el abogado, el cliente o el mismo juzgado exija lo dispuesto en el 335.2 de la LEC.

"El firmante del presente peritaje DECLARA, bajo su única responsabilidad, que todo lo que afirma en el presente dictamen se basa únicamente en los hechos que ha podido constatar y en su propio conocimiento y experiencia adquirida en el ejercicio profesional.

También DECLARA conocer las responsabilidades civiles, penales, disciplinarias y asociativas que comporta la aceptación del cargo de perito y la realización del presente informe, al amparo del artículo 335.2 de la Ley de Enjuiciamiento Civil, que reza así:

“Al emitir el dictamen, todo perito deberá manifestar, bajo juramento o promesa de decir verdad, que ha actuado y, en su caso, actuará con la mayor objetividad posible, tomando en consideración tanto lo que pueda favorecer como lo que sea susceptible de causar perjuicio a cualquiera de las partes, y que conoce las sanciones penales en las que podría incurrir si incumpliere su deber como perito”."

Este juramento o promesa se repetirá al inicio de su declaración.

## En Francia
Un experto judicial o testigo experto, es un profesional calificado en un determinado dominio o especialidad diferente del propio Derecho, y que difícilmente puede ser considerado como un auxiliar de justicia (en francés auxiliaire de justice), en la medida que su colaboración con la estructura justicial no es requerida de una manera continua o regular. La "Corte de casación" (en francés Cour de cassation) desde el año 2009 lo califica de "colaborador ocasional del juez", y por su parte el "Consejo de Estado" (en francés Conseil d'Etat) desde 1971 lo califica de "colaborador ocasional de servicio público de la justicia" (en el marco de misiones que le son confiadas por las diferentes jurisdicciones francesas).
En Francia, un experto judicial para poder actuar como tal, debe estar previamente inscrito en un registro de expertos en un Tribunal de apelación (en francés Cour d'appel). Generalmente es un profesional considerado muy competente en su especialidad, y que puede ser llamado por un juez, en el marco de un asunto judicial, para dar su opinión respecto de determinadas cuestiones técnicas.
El experto siempre es convocado a través de un acta escrita del juez, y su intervención debe dar lugar a un informe escrito, el cual es comunicado a todas las partes, y cuyas conclusiones no son vinculantes para el juez.

### Lista de expertos aprobados por un tribunal
En penal, es el juez de instrucción que toma la decisión de llamar a un expeto, medida que puede ser ordenada de oficio o bajo demanda de una de las partes. Y cuando se toma la decisión, debe quedar bien establecida la misión del experto. En casos complejos, se pueden designar varios expertos en un mismo asunto judicial.
Los magistrados tienen a su disposición la lista de personas (físicas o jurídicas), establecidas en cada Tribunal de apelación, la cual censa a las personas disponibles con sus diferentes profesiones. Para figurar en esta lista, es necesario que la persona sea particularmente calificada en una profesión bien definida, y que además haya aplicado su candidatura frente a un procurador de la República en el Tribunal de mayor instancia de su lugar de trabajo (o de su domicilio si fuera jubilado). En caso de ser aceptado, puede decir que tiene el título de «experto frente al Tribunal de Apelaciones de X ». De todas maneras, el juez no está siempre obligado a elegir a un experto de esa lista, pues entre otras cosas allí todas las especialidades no están representadas.
La primera inscripción en una lista de tribunal solamente es válida por un período de prueba de tres años, y para este trámite, la comisión no debe dar motivos sobre la aceptación o el rechazo de un candidato. Con posterioridad, el experto estará obligado a presentar, al término del período de prueba o cada cinco años, una renovación de candidatura, a efectos de tener más elementos para decidir sobre la demanda de reinscripción.
También existe una lista nacional de expertos judiciales, manejada por el Tribunal de casación, y cuyo título en francés es "Experts agréé par la Cour de cassation".
El límite de edad para figurar en una lista de expertos es de 70 años, aunque si en esa circunstancia el experto tuviera misiones en curso, podría continuar con las mismas hasta finalizarlas. Pasado el citado límite de edad, el experto sería radiado definitivamente y de facto, aunque en ciertas circunstancias podría ser autorizado a desarrollar algún tipo de función con carácter honorario.

### Juramento
El experto judicial debe prestar juramento una sola vez y antes de su primera misión, se encuentre inscrito o no en una de las listas antes citadas.
El juramento del experto frente a un Tribunal de apelación, es el siguiente:

Je jure, d'apporter mon concours à la Justice, d'accomplir ma mission, de faire mon rapport, et de donner mon avis en mon honneur et en ma conscience.

### Desarrollo de un peritaje judicial
Se considera que un profesional es experto judicial todo el tiempo que dura la misión que le fue confiada por un magistrado. El experto no tendrá la posibilidad de oír a las partes, a menos que el juez de instrucción así lo autorice expresamente.
El experto debe ser independiente de las partes en las causas en las que interviene. Así, se considera generalmente que la misión de un experto judicial es incompatible con causas en las que participan compañías aseguradoras, si el experto trabaja o trabajó para una compañía de este tipo. 
Los expertos judiciales pueden agruparse en el seno de asociaciones de ley 1901, aunque ellas no tendrán el status de un orden profesional o colegiatura profesional.
El juez de instrucción debe verificar en todo momento que el proceso se desarrolla correctamente. El artículo 161 numeral 2 del código del procedimiento penal, precisa que el juez de instrucción puede reemplazar al experto. Al término del peritaje, el expeto redacta y presenta un informe, el cual somete a todas las partes. Este informe puede guiar la solución del juez. La ley del 5 de marzo de 2007 relativa a la prevención de la delincuencia ha reforzado el respeto al principio de contradicción, con un sistema en etapas para los expertos que puede durar más de un año; en principio el experto somete a las partes un informe provisorio, lo que le permite en un informe definitivo tomar en cuenta los dichos por las partes (eso está establecido en el artículo 167-2 del código del procedimiento penal).

## Especialidades más comunes
- Psicología
- Agricultura
- Agrimensura
- Armamento, Balística
- Arquitectura, Construcción
- Arte
- Bienes inmuebles o Bienes raíces
- Biotecnología, Genética
- Bolsas de valores, Corretajes
- Comercio, Empresas y Corporaciones
- Comunicaciones
- Contabilidad, Economía, Finanzas, Fiscalidad
- Criminalística
- Derecho laboral, Seguridad social
- Fotografía
- Industria
- Informática, Electrónica, Telecomunicaciones
- Medio ambiente
- Peritaje caligráfico, Falsificaciones
- Química
- Salud, Medicina
- Odontología
- Social
- Seguros
- Traducciones, Interpretación de lenguas (conferencias)
- Transporte